# Taiobeiras
Taiobeiras is een gemeente in de Braziliaanse deelstaat Minas Gerais. De gemeente telt 31.333 inwoners (schatting 2009).

## Aangrenzende gemeenten
De gemeente grenst aan Berizal, Curral de Dentro, Indaiabira, Rio Pardo de Minas, Salinas, Santa Cruz de Salinas en São João do Paraíso.